# شهرستان هرمل
شهرستان هرمل (به عربی: قضاء الهرمل) یک سکونتگاه مسکونی در لبنان است که در استان بقاع واقع شده‌است.

## خصوصیات
شهرستان هرمل ۵۰۶ کیلومترمربع مساحت و ۳۹٬۰۰۰ نفر جمعیت دارد.